# Святой Филиберт
Филибе́рт Жюмьежский (ок. 608—684) — монах-бенедиктинец, основатель Жюмьежского аббатства, причислен к лику святых.

## Биография
Родился в Гаскони, в Вик-Фезенсаке в знатной семье. Был придворным короля Дагоберта I, его воспитателем при дворе был святой Уэн Руанский. Позднее принял монашеские обеты в бенедиктинском аббатстве в Ребэ, получил пост аббата этого монастыря, однако затем покинул его и некоторое время провёл в странствиях по разным монастырям, знакомясь с укладом и порядками жизни в них.
В 654 году Филиберт получил в дар от Хлодвига II участок земли в Верхней Нормандии, на котором Филиберт основал аббатство Жюмьеж. Филиберт внедрил в аббатстве строгий бенедиктинский устав с элементами некоторых других монашеских уставов.

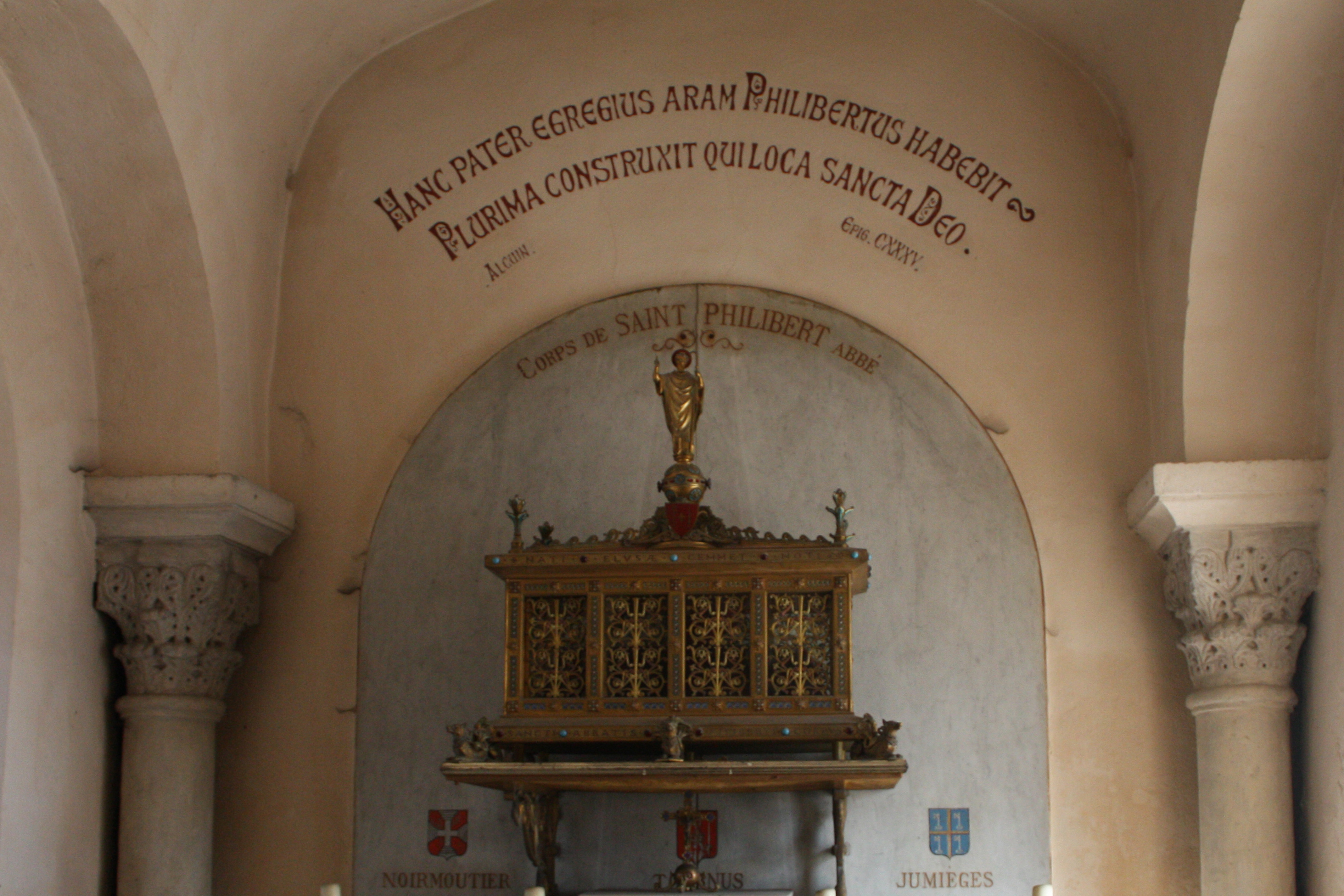
Реликварий с мощами св. Филиберта в Турню

Спустя некоторое время Филиберт вышел из фавора королевской семьи, потерял покровительство Уэна и был изгнан из Жюмьежа. В 674 году Филиберт основал аббатство на острове Нуармутье. Также ему приписывается основание ещё нескольких обителей региона.

## Прославление
Скончался в 684 году в Нуармутье и был там похоронен. Уже вскоре после смерти почитался святым. Однако в 836 году монахи Нуармутье, спасаясь от нашествия викингов, перевезли мощи св. Филиберта в Турню. По настоящий день они хранятся в местной церкви святого Филиберта.
День памяти в Католической церкви — 20 августа.